# Florian Kehrmann
Florian Kehrmann (Neuss, 26 giugno 1977) è un ex pallamanista e allenatore di pallamano tedesco.

## Palmarès

### Olimpiadi
- 1 medaglia:
  - 1 argento (Atene 2004)

### Mondiali
- 2 medaglie:
  - 1 oro (Germania 2007)
  - 1 argento (Portogallo 2003)

### Europei
- 2 medaglie:
  - 1 oro (Slovenia 2004)
  - 1 argento (Svezia 2002)